# OpenBB

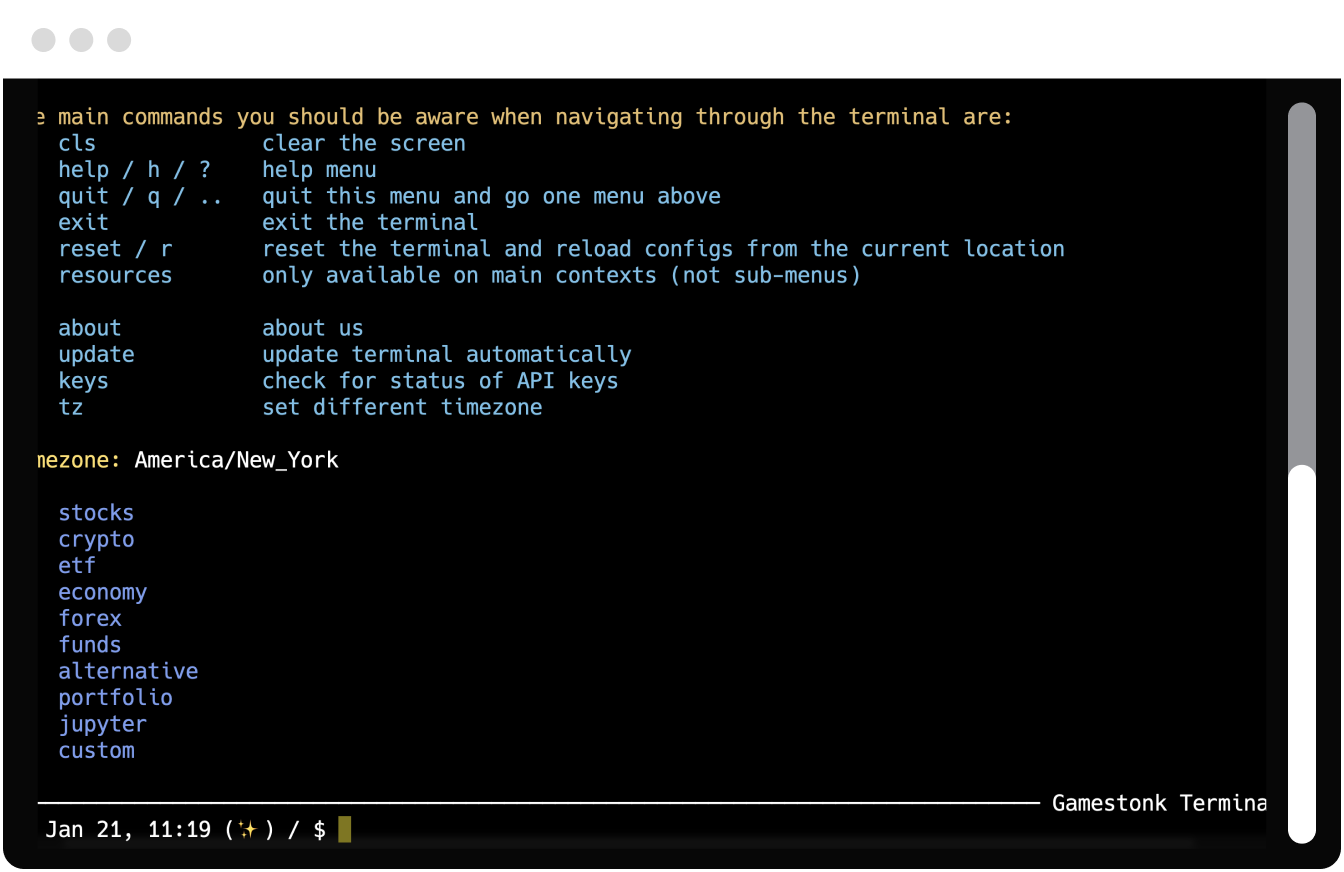
OpenBB Terminal

OpenBB est une société américaine qui développe et édite des logiciels d'analyse financière.

## Historique
La société est fondée en 2022 après le succès du projet open source Gamestonk Terminal[réf. souhaitée]. Pour amorcer la création d'OpenBB, une levée de fonds de 8.5 millions de dollars fut réalisée auprès du fonds d'investissement OSS Capital et de business angels, tels que Naval Ravikant et Ram Shriram (en)[réf. souhaitée]. 

## Produits
Le produit principal édité par la société est le logiciel OpenBB Terminal, alternative gratuite, open source et collaborative aux logiciels propriétaires Bloomberg Terminal et Refinitiv Eikon. OpenBB signifie d'ailleurs Open Bloomberg. D'abord développé par passion par un développeur seul, Gamestonk Terminal devenu OpenBB Terminal est la plateforme d'investissement open source la plus populaire sur la plateforme GitHub. 
Développé en Python, le logiciel agrège sous la forme d'un terminal 92 sources de données financières et propose des outils d'analyse[réf. souhaitée].
Les différentes catégories de données accessibles sont celles sur les actions, les cours liés aux cryptomonnaies et NFT, les fonds négociés en bourse, le marché des changes, les fonds mutuels. D'autres données plus générales sont disponibles telles que celles de la Réserve fédérale des États-Unis, l'indice Big Mac ou encore celles liées à la pandémie de COVID-19.
OpenBB Terminal permet également d'entraîner et d'appliquer des modèles d'apprentissage automatique sur les données, par exemple pour effectuer des prédictions (en). La plateforme permet également d'exporter les données vers Microsoft Excel et de mettre en place des scripts d'automatisation pouvant combiner n'importe quelles commandes du terminal[réf. souhaitée]. 